# Offene Ganztagsschule
Die Offene Ganztagsschule orientiert sich im Gegensatz zur gebundenen Ganztagsschule überwiegend an der klassischen Unterrichtsstruktur der Halbtagsschule und bietet nach dem Unterricht ein zusätzliches, freiwilliges Nachmittagsprogramm. Jeweils zu Beginn des Schuljahres entscheiden die Eltern, welches Nachmittagsangebot ihre Kinder wahrnehmen. Die teilgebundene Ganztagsschule ist eine Mischform mit Teilnahmepflicht an einigen Nachmittagen. Oft übernehmen freie Träger diese Form der Betreuung. Ab dem Schuljahr 2026/27 hat jedes Grundschulkind einen Rechtsanspruch auf Ganztagsbetreuung.

## Inhalte
Gängige Inhalte der Offenen Ganztagsschule:
- Mittagessen
- Betreuung der Hausaufgaben
- Förderangebote
- Freizeitgestaltung
- Arbeitsgruppen zu Themen wie Kreativität, Sport, Musik

Die Ganztagsschule soll keine „Halbtagsschule mit Suppenausgabe“ sein. Vielmehr soll sie die alte pädagogische Vorstellung nützen, näher an der Wirklichkeit der Kinder zu sein.

## Das pädagogische Konzept
Das pädagogische Konzept wird in der Regel von Schulleitung und Träger gemeinsam erstellt. Die folgenden Punkte finden dabei durchgängig besonders Beachtung:
- Individuelle Förderung und Eröffnen von Lernchancen durch eine Pädagogik der Vielfalt, die konsequent die unterschiedlichen Lernvoraussetzungen der Schüler berücksichtigt, wie zum Beispiel Begabungen, Lernhaltung, die Lernumgebung im Elternhaus und Vorwissen aus der Lebenswelt
- Veränderung von Unterricht und Lernkultur durch Verknüpfung von Unterricht, Zusatzangeboten und Freizeit über Vor- und Nachmittag, zum Beispiel Lösung vom 45-Minuten-Takt, Raum für freien Unterricht und für Projekte
- Soziales Lernen über verschiedene Altersgruppen hinweg durch Angebote, die das Leben und Lernen in Gemeinschaft, respektvollen Umgang miteinander und soziale Kompetenz fördert
- Partizipation durch verbesserte Möglichkeiten der Mitentscheidung, Mitgestaltung und Mitverantwortung von Eltern und Schülern
- Öffnung von Schule durch Kooperation mit der Kinder- und Jugendhilfe, sozialen und kulturellen Einrichtungen und mit Betrieben vor Ort
- Kreative Freizeitgestaltung durch Einbeziehung außerschulischer Angebote, zum Beispiel von Jugendhilfe, Musikschulen, Sportvereinen
- Qualifizierung des Personals durch entsprechende Weiterbildungen für Schulleitung, Lehrkräfte, pädagogisches Personal und außerschulische Partner

## Kosten
Die Finanzierung der Kosten ist in den Bundesländern unterschiedlich geregelt.
In einigen Bundesländern, so zum Beispiel in Nordrhein-Westfalen, erheben die Kommunen als Schulträger einen Elternbeitrag und haben diesbezüglich Gestaltungsfreiheit. Meist geschieht dies mit einer sozialen Komponente (Staffelung des Elternbeitrages nach Einkommen und/oder Ermäßigung für Geschwisterkinder). Dies wird in den einzelnen Kommunen sehr unterschiedlich gehandhabt. In der Regel zahlen die Eltern zusätzlich noch den Beitrag für das Mittagessen.
In anderen Bundesländern, etwa Niedersachsen, werden die Personalkosten der Ganztagsschulen – und somit die Kosten der über den regulären Unterricht hinausgehenden Angebote – finanziert durch das Land. Nehmen Schüler am Mittagessen teil, so wird dies durch Eltern gezahlt. Einige Schulträger finanzieren hierbei einen Teilbetrag, im Rahmen des Bildungs- und Teilhabepakets können bis zu 100 % der Kosten des Mittagessens durch den Schulträger übernommen werden.
Die Bundesregierung unterstützte mit dem Investitionsprogramm „Zukunft Bildung und Betreuung“ (2003–2009) den Auf- und Ausbau von mehr Ganztagsschulen. Finanziert wurden hiermit insbesondere bauliche Maßnahmen.

## Förderung der Offenen Ganztagsschule in Nordrhein-Westfalen
- Das Land Nordrhein-Westfalen fördert einen Grundfestbetrag von zurzeit 700 Euro pro Schuljahr und Kind. Zusätzlich werden Lehrerstellen nach einem Stellenschlüssel von 0,2 Lehrerstellen pro 25 Kinder zugewiesen. An Stelle von 0,1 Lehrerstellen kann grundsätzlich ein Festbetrag in Höhe von 235 Euro pro Kind treten. Für Kinder mit sonderpädagogischem Förderbedarf erhöhen sich die Beträge.
- Die Kommune ist verpflichtet, weitere 410 Euro pro Schüler zu finanzieren, dies kann durch den Elternbeitrag refinanziert werden oder zusätzlich sein.
- Ab dem Jahr 2015 erhöht sich der Grundfestbetrag des Landes Nordrhein-Westfalen zweimalig, in den Folgejahren jeweils einmalig um 1,5 %. Bezugsvoraussetzung ist, dass die Kommune denselben Prozentsatz auf den kommunalen Pflichtanteil aufschlägt.
- Die maximale Höhe des Elternbeitrags ist gesetzlich nicht geregelt. In Nordrhein-Westfalen ergibt sich aus einem Runderlass (Nr. 8.2),[5] dass Elternbeiträge eine Höchstgrenze von 170 Euro nicht überschreiten dürfen. Die Kommunen können den Trägern auch mehr zur Verfügung stellen als die Mindestbeträge. Dies führt zu einer sehr unterschiedlichen finanziellen Ausstattung in den Kommunen.

## Personal
Um eine qualifizierte Arbeit zu gewährleisten, wurde im Konzept der Offenen Ganztagsschulen als Leitung eine pädagogische Fachkraft (Erzieher, Sozialpädagoge, Lehrer etc.) vereinbart. Diese pädagogische Fachkraft wird von mehreren Kräften mit pädagogischem Hintergrund, wie z. B. Musik- und Tanzpädagoginnen, Künstlerinnen aus dem Bereich Darstellung und Gestaltung, psychologischem Fachpersonal, Übungsleiterinnen, pädagogisch qualifizierten Eltern, ehrenamtlich tätigen Personen, Studierenden und Schülern unterstützt. Zusätzlich ist jede Schule verpflichtet, einen bestimmten Stundensatz, in der Regel 0,1 Lehrerstelle je 25 Kinder, in der Ganztagsschule abzuleisten. Des Weiteren werden Kooperationspartner für die außerschulischen Angebote geworben, die das Angebot der Freizeitgestaltung erweitern.
Die Zusammensetzung des Personals wird von einigen Autoren kritisch gesehen – durchgängig durch alle Bundesländer. Die Hauptkonfliktlinien verliefen zwischen dem Lehrpersonal der Schule einerseits und dem Personal im Ganztagsbereich andererseits. Das Lehrpersonal gelte als innovationsfeindlich. Die Lernwelt der Institution sei keine Lebenswelt für die Kinder. Der Unterricht sei überdies zu kopflastig. Die faktische Einflussnahme der Mitarbeiter im Offenen Bereich auf den Gesamtkomplex Schule sei formal zwar erwünscht, jedoch faktisch nicht gegeben. Mitarbeit ohne echte Mitbestimmung, meinen Appel und Rutz, schaffe Probleme. Allein die Tatsache, dass die Mitarbeiter unterschiedliche Qualifikationen vorzuweisen hätten, erzeuge einen erhöhten Beratungsbedarf untereinander; die Folge daraus sei u. a. die erhöhte Häufigkeit von Konflikten.
Die Bezahlung der Lehrer verstelle ihnen den Blick für die Situation der übrigen Mitarbeiter; sie brächten wenig Verständnis für sie auf.

## Gestaltung des Angebots
Das Angebot der Offenen Ganztagsschule richtet sich besonders an die Bedürfnisse berufstätiger und alleinerziehender Erziehungsberechtigter. Hugo-Christian Dietrich macht praktische Vorschläge:
- Gemeinsam Aktivitäten für Schüler planen und realisieren
- Schülerzeitung
- Verschönerung der Schule
- Kurs für Streitschlichter
- Gestaltung eines Schulgartens
- Mitarbeit in der Cafeteria
- Film- und Medienprojekte
- ökologische Projekte
- soziale Gestaltung im Stadtteil[3]

Weiterhin böten sich auch außerschulische Aktivitäten an:
- Gestaltung eines nahe gelegenen Spielplatzes
- Kontakte mit der nächstliegenden SekI-Stufe
- Kontakte mit dem Altenheim
- Kontakte mit dem nächsten Jugendfreizeitheim
- Besuch der Arbeitsplätze der Eltern.

Es lassen sich jeweils Projekte aus der konkreten Lebenswelt der Kinder entwickeln, wenn man sich mit ihrer sozialen und kulturellen Welt auseinandersetzt.

## Vorteile
Grundsätzlich haben die Offenen Ganztagsschulen große Vorteile gegenüber den gängigen Schulen:
- Sie machen die Arbeit der Eltern möglich und sichere so das soziales Umfeld des Kindes
- Die Kinder werden sorgfältig verpflegt
- Sie bieten den Kindern zahlreiche Gesprächs- und Erfahrungschancen mit Erwachsenen
- Kinder können den Unterricht in Ruhe nacharbeiten
- Der Ganztagsbereich bietet den Kindern musikalische, sportliche, soziale und kognitive Erfahrungen
- Sie stärken die Partizipation aller am Schulleben
- Sie unterstützen die Sozialisation der Migrationskinder